# Castillo (nunatak)
Castillo är en nunatak i Antarktis. Den ligger i Sydshetlandsöarna. Argentina, Chile och Storbritannien gör anspråk på området. Toppen på Castillo är 265 meter över havet.
Terrängen runt Castillo är varierad, och sluttar västerut. Trakten är glest befolkad. Närmaste befolkade plats är St. Kliment Ohridski Base, 4,1 kilometer nordväst om Castillo. 